# لابراتوری (پنسیلوانیا)
لابراتوری (به انگلیسی: Laboratory) یک منطقهٔ مسکونی در ایالات متحده آمریکا است که در شهرستان واشینگتن، پنسیلوانیا واقع شده‌است. لابراتوری ۴۱۰٫۸۸ متر بالاتر از سطح دریا واقع شده‌است.